# Ehud Barak
Ehud Barak (nato Borg, in ebraico אֵהוּד בָּרָק ; Mishmar HaSharon, 12 febbraio 1942) è un politico e generale israeliano ed è stato primo ministro di Israele dal 17 maggio 1999 al 7 marzo 2001.

## Biografia
Nasce nel 1942 nel kibbutz Mishmar Hasharon, a nord di Tel Aviv, come Ehud Borg, cognome successivamente cambiato secondo il processo di ebraizzazione dei cognomi. Dopo essersi laureato in fisica e matematica all'Università Ebraica di Gerusalemme nel 1976, ha ottenuto un master sui sistemi economici nel 1978 all'Università di Stanford in California.

### Carriera militare
Entrato nell'esercito nel 1959, per gran parte della sua carriera militare ha prestato servizio nelle unità Sayeret e Mistaravim, corpi d'élite delle forze di difesa israeliane, portando a termine con successo varie operazioni di commando, la più famosa delle quali fu l'operazione Entebbe. Ha preso parte alla guerra arabo-israeliana del 1967 ed a quella del 1973. Dal 1983 al 1985 ha guidato l'intelligence militare, l'Aman.
È stato il militare più decorato della storia d'Israele, raggiungendo il grado di tenente generale. Al culmine della sua carriera militare ha assunto la carica di capo di stato maggiore dal 1991 al 1995.

### Carriera politica
Dopo l'assassinio del premier Rabin nel 1995, ha guidato il ministero degli esteri nel governo di Shimon Peres. Alle elezioni del 1996, dove il Partito Laburista venne sconfitto dal Likud di Netanyahu, Barak è stato eletto deputato e ha guidato l'opposizione parlamentare al governo conservatore. Nel 1999, con la vittoria laburista, è stato eletto primo ministro, carica che ha conservato sino al 2001, detenendo anche la delega di ministro della difesa.
Nel 1999, Barak aveva promesso di porre fine entro un anno all'occupazione israeliana del Libano meridionale, in corso da 22 anni. Il 24 maggio 2000, Israele si ritirò dal Libano meridionale. Il 7 ottobre dello stesso anno, tre soldati israeliani furono uccisi in un raid di frontiera da Hezbollah. Le salme, trattenute dai miliziani (assieme a Elhanan Tenenbaum, un imprenditore di Tel Aviv, vivo) furono riconsegnate ad Israele in cambio della liberazione di prigionieri libanesi nel 2004.
Il governo Barak riprese i negoziati di pace con l'OLP, affermando: "Ogni tentativo [da parte dello Stato di Israele] di mantenere il controllo di questa regione [Gaza e West Bank] come entità politica unitaria condurrà inevitabilmente od ad uno stato non-democratico o ad uno stato non-ebraico. Infatti, se i Palestinesi voteranno, sarà uno Stato binazionale; se non voteranno, sarà uno stato segregazionista".. Nell'ambito di questi negoziati, Barak prese parte al summit di Camp David del 2000, tenuto con l'obiettivo di risolvere definitivamente la questione israelo-palestinese. Ehud Barak, in seguito alle pressioni del presidente Bill Clinton, offrì a Yāsser ʿArafāt uno Stato palestinese nella Cisgiordania e nella striscia di Gaza con capitale Gerusalemme Est, il ritorno di un limitato numero di profughi e un indennizzo per gli altri. Con una mossa estremamente criticata, ʿArafāt rifiutò l'offerta di Barak. Il summit, quindi, non ebbe successo.
Barak si candidò nuovamente alla presidenza nel 2001, ma venne sconfitto da Ariel Sharon. Dopo la sconfitta elettorale, si ritirò a vita privata.
Nel 2005 ritornò sulla scena politica, dapprima tentando di candidarsi alla guida del Partito Laburista. Tuttavia, resosi conto di non disporre di un seguito sufficiente ad essere eletto, decise alla fine di sostenere la candidatura di Shimon Peres, sconfitto da Amir Peretz. Nonostante i rapporti non buoni con il neoeletto presidente del partito, Barak decise di rimanere nel Partito Laburista. Il 13 giugno 2007 Barak vinse le primarie del Partito Laburista, tornando così a esserne presidente. La sua vittoria lo ha visto imporsi con uno stretto margine di vantaggio sull'ex direttore dello Shabak (noto anche come Shin Bet), Ami Ayalon.
Due giorni dopo, il 15 giugno 2007, il primo ministro Ehud Olmert lo fece succedere ad Amir Peretz alla carica di ministro della difesa. Verso la fine del 2008 il governo di Gaza guidato da Hamas decise di rompere la tregua riprendendo su larga scala gli attacchi missilistici contro le città meridionali di Israele. Pertanto dal mese di dicembre del 2008 al gennaio del 2009 Ehud Barak, in qualità di ministro della difesa, guidò l'operazione contro Gaza passata alla storia come operazione Piombo Fuso.
Nonostante il largo consenso che l'operazione suscitò nell'opinione pubblica, le elezioni del 2009 registrarono un pessimo risultato per i laburisti, che vennero sorpassati sia dal Likud che dal partito nazionalista guidato da Lieberman. Per la prima volta nella loro storia i laburisti si dovettero accontentare del quarto posto. Nella nuova Knesset i centristi di Kadima furono ancora il gruppo parlamentare di maggioranza relativa ma non riuscirono a dar vita ad una coalizione di governo e furono costretti a passare all'opposizione.
L'incarico di formare il nuovo governo venne quindi conferito a Netanyahu, leader della seconda forza politica israeliana, il quale chiese ai laburisti di Barak di abbandonare l'alleanza con Kadima e di entrare a far parte del nuovo governo di centro destra guidato dal Likud. Tra mille polemiche Barak accettò la proposta di Netanyahu e conservò la carica di ministro della difesa.
La decisione di Barak non venne condivisa da parte del suo partito, che nel mese di gennaio del 2011 deliberò a maggioranza di passare all'opposizione e di ricostruire l'alleanza con i centristi di Kadima. 
Per non essere costretto ad abbandonare la coalizione di governo ed a dimettersi da ministro della difesa, il 17 gennaio 2011 Ehud Barak fondò il Partito dell'Indipendenza, una nuova formazione politica nelle cui file confluirono cinque parlamentari fuoriusciti dal gruppo parlamentare laburista, che aderì alla maggioranza parlamentare di centro destra.
Restò fino al 18 marzo 2013 ministro della difesa e quindi si ritirò dalla politica.
Nell'aprile 2015 Barak investì un milione di dollari nell'azienda Reporty Homeland Security, un'azienda attiva nell'ambito della sicurezza e dei servizi di emergenza.
Nel 2019 ha fondato una nuova formazione politica di orientamento social-liberale, Israele Democratico (ישראל דמוקרטית).